# Гедес Фильо, Марсело Антонио
Марсе́ло Анто́нио Ге́дес Фи́льо (порт.-браз. Marcelo Antônio Guedes Filho; род. 20 мая 1987, Сан-Висенти, Сан-Паулу) — бразильский футболист, защитник.

## Биография

### Клубная карьера
Марсело является воспитанником клуба «Сантос». В 2004 году вместе с командой «Сантос» до 17 лет выиграл Лигу Паулиста. В бразильской серии A дебютировал 20 мая 2007 года в домашнем матче против «Америки Натал» (2:3), уже на 2-й минуте Марсело забил гол, после паса Родриго Табата в ворота Рене. По итогам сезона 2007 «Сантос» стал серебряным призёром чемпионата Бразилии, уступив только «Сан-Паулу». В 2007 участвовал в розыгрыше Кубка Либертадорес, тогда «Сантос» дошёл до полуфинала где проиграл «Гремио» (3:3, за счёт гола на выезде). Марсело на турнире провёл 7 матчей и получил две жёлтые карточки. В 2007 году вместе с командой Марсело стал победителем Лиги Паулисты.
В 2008 году Марсело сыграл в 4 играх Кубка Либертадорес, а «Сантос» дошёл до четвертьфинала где проиграл мексиканской «Америке». Всего за «Сантос» в чемпионате Бразилии провёл 41 матч и забил 2 гола. В 2008 году Марсело мог перейти в донецкий «Шахтёр», в прессе даже говорилось о том что «Шахтёр» предлагал за него 3 млн евро.
1 сентября 2008 года Марсело в качестве свободного агента перешёл в краковскую «Вислу», подписав пятилетний контракт. В команде Марсело стал основным игроком, так как летом команду покинули защитники — Дариуш Дудка и Адам Кокошка. В команде дебютировал 24 сентября 2008 года в выездном матче 1/16 финала Кубка Польши против гданьской «Лехии II» (0:3). В чемпионате Польши дебютировал 27 сентября 2008 года в домашнем матче против «Арки» (4:0). 2 октября 2008 года дебютировал в еврокубках в матче квалификации Кубка УЕФА против английского «Тоттенхэм Хотспур» (1:1), Марсело вышел на 82-й минуте вместо Рафала Богуского. «Висла» по итогам двух встреч проиграла «Тоттенхэму» (3:2) и вылетела из Кубка УЕФА. В сезоне 2008/09 «Висла» выиграла чемпионат Польши, а Марсело сыграл 21 матч и забил 3 гола.
В июле 2009 года «Висла» участвовала в квалификации Лиги чемпионов, во 2-м раунде клуб играл против эстонской «Левадии». По итогам двух встреч «Висла» проиграла (2:1), Марсело сыграл в обеих играх. В чемпионате Польши 2009/10 «Висла» заняла 2-е место уступив только познанскому «Леху», Марсело сыграл 28 матчей и забил 7 голов.
В июле 2010 года Марсело перешёл в нидерландский клуб ПСВ, подписав трёхлетний контракт. Сумма трансфера составила примерно 3 800 000 евро.
15 июля 2017 года футбольный клуб «Лион» объявил о приобретении защитника.
После поражения от Анже 15 августа 2021 года он был исключен из профессионального состава за то, что пукнул во время выступления капитана.

### Карьера в сборной
В молодёжной сборной Бразилии до 21 года в 2007 году сыграл 4 матча.

## Достижения
«Сантос»
- Серебряный призёр чемпионата Бразилии: 2007
- Победитель Лиги Паулиста: 2007

«Висла»
- Чемпион Польши: 2008/09
- Серебряный призёр чемпионата Польши: 2009/10

ПСВ
- Обладатель Кубка Нидерландов: 2011/12
- Обладатель Суперкубка Нидерландов): 2012

«Бешикташ»
- Чемпион Турции (2): 2015/16, 2016/17

«Лион»
- Финалист Кубка лиги: 2019/20

Индивидуальные
- Игрок месяца в Экстраклассе: декабрь 2009[10]
- Команда сезона Суперлиги: 2016/17
- Команда сезона А-Лиги (2): 2022/23[11], 2023/24[12]
- Участник Матча всех звёзд А-Лиги: 2024[13]